# Trichophantasis
Trichophantasis är ett släkte av skalbaggar. Trichophantasis ingår i familjen långhorningar.
Kladogram enligt Catalogue of Life:
| Trichophantasis | \| \| Trichophantasis grandicollis \| \| \| \| \| \| Trichophantasis subtuberculata \| \| \| \| |
|                 | \| \| Trichophantasis grandicollis \| \| \| \| \| \| Trichophantasis subtuberculata \| \| \| \| |
|                 | Trichophantasis grandicollis                                                                    |
|                 |                                                                                                 |
|                 | Trichophantasis subtuberculata                                                                  |
|                 |                                                                                                 |